# Rasta

Pôster da série Brasil Raiz, protagonizada pelo Rasta.

João Nogueira da Silva Neto (Recife, 27 de abril de 1987), mais conhecido pelo apelido Rasta, é um músico e humorista brasileiro. É conhecido por ser o tecladista das bandas Mastodon, The Claypool Lennon Delirium e Stone Giant.
João também ficou famoso no Brasil por apresentar o programa de humor Rasta News e por sua atuação como influenciador digital com temas relacionados a catolicismo, Tolkien, música e filosofia, tendo cedido entrevistas para Leda Nagle e Rogério Vilela em seu podcast Inteligência Ltda. Também já foi chamado para palestrar no Fórum da Liberdade.

## Biografia
João Nogueira foi nascido e criado em Recife, Pernambuco. Sua criação foi fortemente influenciada pela música clássica, fruto do gosto musical de seu pai, assim como por Ray Charles e Louis Armstrong. Aos seis anos, começou a ter aulas de piano com um instrumento alugado.
Ao terminar o ensino médio, João entrou para o curso de Física da Universidade Federal de Pernambuco, o qual não concluiu. Em 2010, mudou-se para os Estados Unidos e entrou para a Berklee College of Music. Em 2018, conheceu Sean Lennon em um show de Ty Segall e posteriormente entrou para sua banda The Claypool Lennon Delirium, tendo se apresentado ao lado de Sean em programas renomados da televisão norte-americana como o The Late Show with Stephen Colbert.
Em 2021, tornou-se o apresentador do programa "Rasta News", da Brasil Paralelo.
Em 2022, Nogueira protagonizou a série Brasil Raiz, onde viajou por diversas regiões do Brasil, incluindo Rio Grande do Sul, Ouro Preto, Rio de Janeiro, Recife e Manaus, explorando e apresentando as riquezas culturais do país.
Em 2023, trabalhou com Bruno Sutter e Ricardo Confessori no single "The Dark Passenger". Também fez turnês pelo Brasil com o show de stand-up "Menos Você", se apresentando em cidades como São Paulo, Balneário Camboriú, Florianópolis, Joinville, Recife, Salvador, Maceió, Fortaleza, Cuiabá, Porto Alegre, dentre outras.
Em 2024, João atuou no curta-metragem Um Natal Rastônico e na série Beorne Show, ambos dirigidos por Paz Greemland. Além de atuar, ele foi responsável por compor a trilha sonora de ambos os projetos, em parceria com João "Jopa" Pedrosa.

## Rasta News
Rasta News é o programa semanal da Brasil Paralelo apresentado por João "Rasta" Nogueira todas as sextas feiras. O programa tem como lema ser um "jornal semanal isento de notícias", e se define como uma mistura de jornalismo e humor, com influências de Paulo Francis, Tião Macalé e Hermes e Renato.
No programa, Rasta, com seus cabelos longos, barba farta, cartola e atitude irônica, fala sobre assuntos variados, desde temas políticos até cultura pop. A linguagem do programa se utiliza de diversos neologismos, como "bigodagem", termo criado pelo próprio Rasta para se referir ao "exercício do poder sem responsabilidade". Ao lado de Rasta, Beorne, um urso empalhado interpretado por Paz Greemland, tece eventuais comentários.
O programa foi considerado um sucesso de engajamento nas redes sociais, com episódios ultrapassando 1 milhão de visualizações e forte aprovação do público, mas também foi alvo de críticas por sua irreverência e deboche.

## Filmografia
| Ano           | Título             | Papel                    | Notas          |
| ------------- | ------------------ | ------------------------ | -------------- |
| 2021          | A Primeira Arte    | Ele mesmo                | Documentário   |
| 2021-presente | Rasta News         | Ele mesmo (apresentador) | Programa       |
| 2023          | Brasil Raiz        | Ele mesmo                | Série          |
| 2023          | Inteligência Ltda. | Entrevistado             | Podcast        |
| 2024          | Um Natal Rastônico | Rasta/Papai Noel         | Curta-metragem |

## Teatro
| Ano       | Título                 | Notas                                        |
| --------- | ---------------------- | -------------------------------------------- |
| 2023-2025 | Rastand-up: Menos Você | Show de comédia stand-up; comediante e autor |

## Livros
| Ano  | Título                   | Notas | Editora  | ISBN          |
| ---- | ------------------------ | ----- | -------- | ------------- |
| 2022 | O Mínimo Sobre Bigodagem | Autor | O Mínimo | 9786599770500 |